# Proyecto Paparazzi
Paparazzi es un sistema de piloto automático de código abierto orientado a aeronaves autónomas.
El bajo coste y la disponibilidad permiten que personas aficionadas puedan hacer uso de pequeñas aeronaves pilotadas a distancia. Este proyecto fue iniciado en 2003, y se sigue desarrollando y utilizando en la Escuela Nacional de Aviación Civil (ENAC), una academia de aeronáutica francesa. En la actualidad, varios distribuidores producen pilotos automáticos y accesorios que forman parte del proyecto Paparazzi.

## Perspectiva General
Un piloto automático puede volar una aeronave pilotada a distancia. Todo el hardware y el software es open-source y está disponible libremente para cualquier persona bajo el acuerdo de licencia GNU. Los pilotos automáticos de código abierto proporcionan hardware y software que permiten ser flexibles.
Los usuarios pueden modificar fácilmente el piloto automático en función de requisitos especiales, como la evaluación de incendios forestales.
Los colaboradores de Paparazzi permiten compartir ideas e información utilizando el software MediaWiki que utiliza Wikipedia.
Paparazzi permite ajustar los controles de vuelo a medida que va obteniendo órdenes y datos de los sensores.  Por ejemplo, una orden puede ser subir con una determinada velocidad, de forma que Paparazzi ajuste la potencia y/o las superficies de control. 
A partir del año 2010, Paparazzi no tenía un buen mantenimiento ni tampoco un cambio de velocidad oportuno, porque la lectura obtenida del sensor de velocidad en el aire no se consideraba como parte del controlador.
La Universidad Técnica de Delft dio a conocer su proyecto Lisa/S en 2013, basado en Paparazzi.

## Instrumentos

### Hardware
Paparazzi es compatible con múltiples diseños de hardware, incluyendo las series de microcontroladores STM32 y LPC2100 . De hecho, se han publicado varios archivos de diseño asistido por ordenador (CAD).
Paparazzi proporciona un pequeño conjunto de sensores de vuelo que podemos ver a continuación:
- Control de actitud (orientación respecto al centro de masa): la estimación se realiza con un conjunto de termopilas infrarrojas.
- La posición y la altitud se obtienen mediante un receptor GPS estándar.
- La medición de la velocidad de giro puede ser incluida a partir de un giroscopio opcional.
- La aceleración es obtenida gracias a los sensores inerciales opcionales.
- La dirección es obtenida a partir de sensores magnéticos opcionales.

### Software
El paquete de software de código abierto "contiene todo" para que "el sistema aéreo vuele de forma fiable". La última versión estable de Paparazzi fue publicada el 13 de abril de 2021, uno de los mayores cambios añadidos ha sido la reescritura completa del sistema de construcción para la generación de código de la aeronave, además de añadir una dependencia necesaria para los módulos. Esta versión (5.18) será la última de la versión 5. La versión 6.0_unstable comenzará por una gran limpieza. Lo más importante es que las placas y herramientas basadas en lpc21 y stm32 serán eliminadas en la próxima versión. Las únicas arquitecturas soportadas serán Linux para la simulación y los drones Parrot y ChibiOS para los microcontroladores. También se añadirán cambios más profundos, incluyendo un mejor uso del nuevo mecanismo de dependencias, la reorganización de la programación estática del piloto automático, y si es posible un nuevo conjunto de mensajes para pprzlink. El registro de cambios completo y el paquete de lanzamiento se pueden consultar en la página correspondiente. 